# María Apaza
María Apaza Machacca es una líder espiritual quechua de la nación Quero de la provincia de Paucartambo en la región Cusco en Perú. Como líder espiritual Quero, tiene el grado de altomisayoc, que se da a las mayores autoridades espirituales. Ha viajado a Norteamérica, África y Europa para compartir sus conocimientos.

## Biografía
Nació en el centro poblado de Kiko en el distrito de Paucartambo, de la provincia homónima en la región Cusco. Su padre fue Santos Apaza y su madre Sebastiana Machaca, campesinos y curanderos Quero.
En 1943, cuando tenía 16 años y mientras pastaba a sus animales en las alturas de Paucartambo, recibió un rayo en la cabeza. Días después, un pampamisayoc (curandero Quero) realizó una lectura de hojas de coca y obtuvo la confirmación de que María había sido elegida en la comunidad para ser una líder espiritual. A partir de la caída del rayo, María Apaza pasó por un proceso de doce ceremonias de Karpay (rito de iniciación) conducidas por diferentes pampamisayoc. A los 20 años obtuvo el grado de altomisayoc.
Su hermana Isabela, y su hijo Jorge tienen la categoría de pampamisayoc. Su hermano Alejandro tiene la categoría de altomisayoc.